# Formel 3000

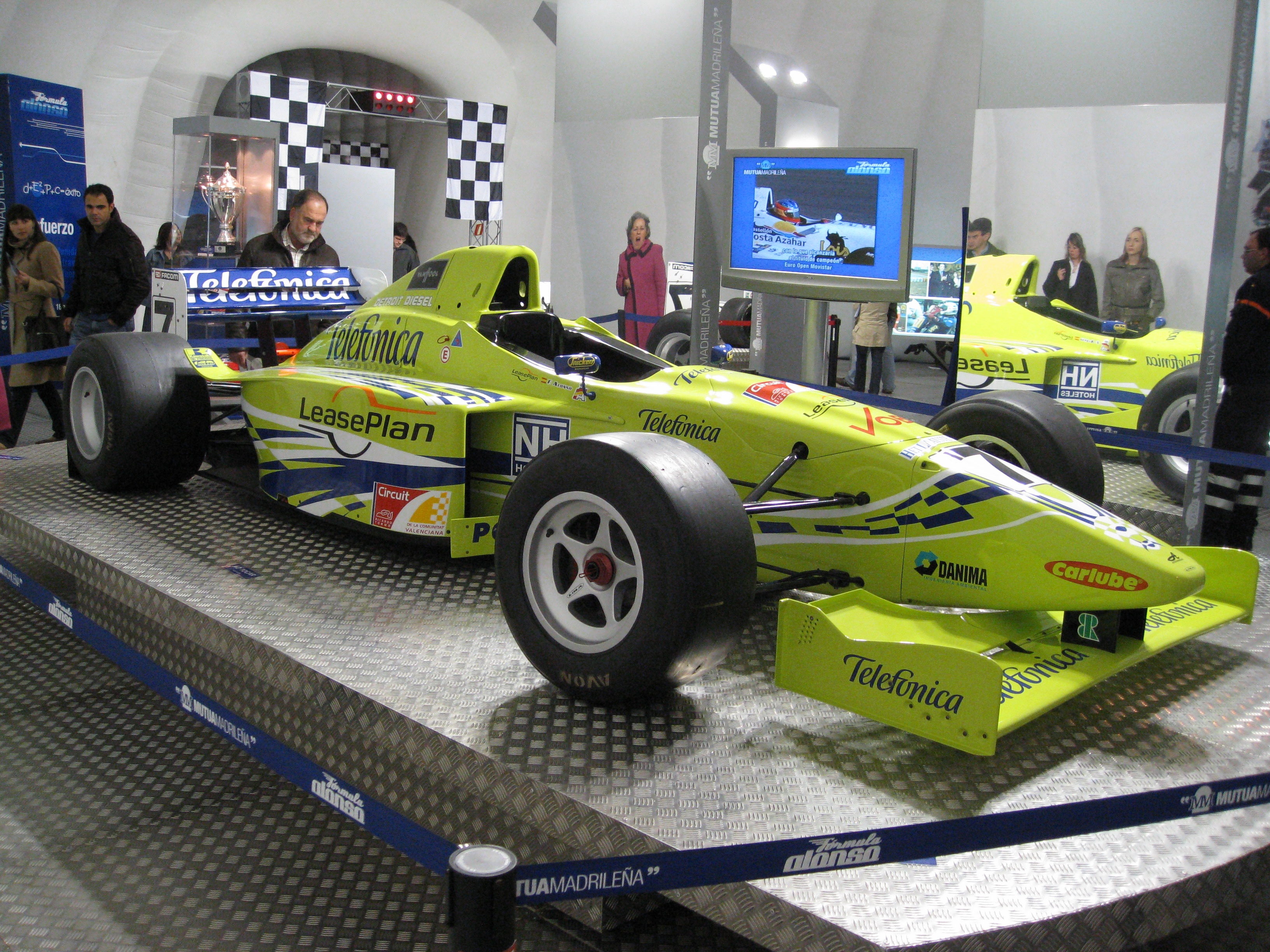
Formel-3000-Chassis der Saison 2000

Die Formel 3000 war eine Rennkategorie für einsitzige, offene Rennwagen, die zur Saison 1985 als Nachfolger der bis dahin bestehenden Formel 2 ins Leben gerufen wurde.

## Geschichte
Für das Jahr 1985 hatte die FIA die Rennsportklasse unterhalb der Formel 1 neu organisiert. Sie ersetzte die bisherige Formel 2, die seit 1967 jährlich ausgeschrieben worden war, durch die neu etablierte Internationale Formel-3000-Meisterschaft. Anlass hierfür waren die zuletzt stark gestiegenen Kosten der Formel 2, die seit Beginn der 1980er-Jahre zu einer Dominanz der Werksteams und zu einem kontinuierlichen Rückgang der Teilnehmerzahlen geführt hatten. Das Reglement der Formel 3000 sah die Verwendung der weit verbreiteten und unkomplizierten 3,0-Liter-Motoren der bisherigen Formel 1 vor und ließ den Einsatz ausgedienter Formel-1-Rennwagen zu. Diese und weitere Ansätze im technischen Bereich sollten eine Kostensenkung bewirken und den Motorsport unterhalb der Formel 1 wieder attraktiv machen. Die wirtschaftlichen Ziele der FIA ließen sich nicht erreichen. Schon in den ersten Jahren wurde deutlich, dass die Formel 3000 nicht günstiger war als die bisherige Formel 2. Insbesondere die Annahme, mit dem Einsatz ausgedienter Formel-1-Rennwagen ließen sich die Chassiskosten niedrig halten, war unrealistisch. Tatsächlich wurden nur in der Debütsaison 1985 vereinzelt Formel-1-Autos von Williams und Tyrrell eingesetzt. Sie erwiesen sich gegenüber den speziell für die Formel 3000 konstruierten Chassis von March oder Lola als unterlegen. So wurde bereits Ende der 1980er-Jahre eine Kostenexplosion in der Formel 3000 beklagt. Eine Saison in der Internationalen Formel 3000 erforderte 1990 mittlerweile ein Budget von 2 Mio £.
Die bis zu 3000 cm³ großen Saugmotoren wurden mit einem Drehzahlbegrenzer auf maximal 9000/min begrenzt. Dadurch lag die Höchstleistung der Motoren bei ca. 330 kW. Das Mindestgewicht der Fahrzeuge lag bei 540 kg, die maximale Wagenbreite belief sich auf 200 cm. Fast alle Fahrzeuge wurden mit dem Cosworth-DFV-V8-Motor ausgestattet. Neben „echten“ F-3000-Fahrzeugen von Ralt, March oder Lola wurden in den ersten Jahren auch zahlreiche modifizierte Formel-1-Fahrzeuge von Williams, Tyrrell und Arrows oder Formel-2-Fahrzeuge von AGS an den Start gebracht.
Viele Formel-3000-Fahrzeuge werden auch nach der Einstellung der Meisterschaften bei Bergrennen und in Breitensport-Serien eingesetzt.

## Meisterschaften

### Internationale Formel-3000-Meisterschaft
Das erste Formel-3000-Rennen fand am 24. März 1985 in Silverstone statt und zählte zur Formel-3000-Europameisterschaft. In den 1990er Jahren war die Formel 3000 die etablierte Nachwuchsschmiede der Formel 1. Zum Saisonende 2004 wurde die Europameisterschaft aber wegen Teilnehmermangels und zu geringer TV-Präsenz eingestellt. Nachfolger wurde auf Initiative des Herstellers Renault die GP2-Serie.

### Nationale Serien
Neben der Internationalen Formel-3000-Meisterschaft gab es einige nationale Meisterschaften, die dem Reglement der Formel 3000 folgten:
- Die Japanische Formel-3000-Meisterschaft wurde ab 1987 ausgeschrieben. Sie löste die Japanische Formel-2-Meisterschaft ab. 1996 wurde der Name der Serie in Formula Nippon geändert. Die Technik blieb aber der Formel 3000 sehr nahe.
- Die Britische Formel-3000-Meisterschaft debütierte 1989. Sie nutzte aus Kostengründen Autos der Internationalen Formel 3000, die mindestens ein Jahr alt sein mussten. Ab 1992 bezeichnete sich die Serie als Britische Formel-2-Meisterschaft, behielt ungeachtet dessen aber das Formel-3000-Reglement bei. Die Serie wurde letztmals im Jahr 1996 ausgetragen.
- Italienische Formel-3000-Meisterschaft wurde 1999 von Pierluigi Corbari ins Leben gerufen. Sie existierte – nunmehr unter der Leitung von Coloni und mit der Bezeichnung Auto GP – bis 2016, zuletzt allerdings mit stark verändertem Reglement.

## Hersteller

### Chassis
Die wichtigsten, über viele Jahre vertretenen Chassishersteller waren:
- March
- Lola
- Ralt
- Reynard

Daneben lieferten einige kleinere Hersteller in einzelnen Jahren eigene Chassis, die ihrerseits bei einigen Rennen eingesetzt wurden. Dazu gehörten:
- Minardi
- AGS
- RAM Racing

### Motoren
- Cosworth
- Judd
- Mugen
- Zytek